# Wretches and Kings
"Wretches and Kings" là một bài hát của ban nhạc rock người Mỹ Linkin Park. Đây là ca khúc thứ 10 trong album năm 2010 của họ, A Thousand Suns. Bài hát được sáng tác bởi ban nhạc và được sản xuất bởi ca sĩ chính Mike Shinoda và Rick Rubin. "Wretches and Kings" đã được sử dụng làm đĩa đơn quảng bá và được nằm trong Nội dung có thể tải xuống "Linkin Park Track Pack" cho trò chơi điện tử Guitar Hero: Warriors of Rock. Bài hát cũng được sử dụng cho nhạc nền trong trò chơi EA Sports MMA của EA.

## Nội dung
Phù hợp với chủ đề của album, chủ đề của bài hát nói về sự nổi dậy chống lại chính phủ và những người nắm quyền. Bài hát bắt đầu bằng một đoạn âm thanh mẫu của bài phát biểu "put your body upon the gears" do Mario Savio, một nhân vật chủ chốt trong Phong trào Ngôn luận Tự do Berkeley, đưa ra tại Sproul Hall, Đại học California, Berkeley vào ngày 2 tháng 12 năm 1964. Lời bài hát có mang dáng dấp phê bình sự lạm dụng quyền lực. Giọng hát khàn khàn của Shinoda nhằm thể hiện sự tức giận của những người bị áp bức. Trong đoạn điệp khúc, câu hát của Chester "we the animals take control" ("chúng ta những con vật nắm quyền kiểm soát") gợi lên cuộc nổi dậy của dân thường chống lại những người nắm quyền.

## Nhân sự
- Chester Bennington - ca sĩ, sampler
- Mike Shinoda - hát rap, đàn organ, sampler
- Brad Delson - guitar điện
- Dave Farrell - guitar bass, hát bè
- Joe Hahn - bàn xoay, sampler, hát bè
- Rob Bourdon - trống, hát bè, bộ gõ
- Mario Savio - diễn giả / phát biểu (bài phát biểu "Operation of the Machines")

## Lịch sử phát hành
| Khu vực  | Ngày                    | Định dạng             | Hãng đĩa                   |
| -------- | ----------------------- | --------------------- | -------------------------- |
| Thế giới | Ngày 8 tháng 9 năm 2010 | Tải xuống kỹ thuật số | Warner Bros. Machine Shop. |